# Jamie Uys
Jacobus Johannes Uys, besser bekannt als Jamie Uys (* 30. Mai 1921 in Boksburg; † 29. Januar 1996 in Johannesburg), war ein südafrikanischer Filmregisseur, Filmproduzent, Drehbuchautor, Filmeditor und Schauspieler. An ein paar seiner Regiearbeiten war er zudem als Kameramann beteiligt.
Uys war der erste südafrikanische Filmemacher, dem – mit dem 1974 erschienenen Dokumentarfilm Die lustige Welt der Tiere – der internationale Durchbruch gelang. Sein erfolgreichster Film war die Komödie Die Götter müssen verrückt sein (1980).
Uys wird auch eine bedeutende Rolle im Aufbau der südafrikanischen Filmindustrie zugeschrieben. Sein Vermächtnis ist allerdings umstritten und wird weiterhin kontrovers diskutiert: Kritiker werfen sowohl seinen Werken als auch seiner Person eine zu große Nähe zur Apartheid-Ideologie vor.

## Leben und Werk
Jacobus Johannes Uys wurde 1921 in Boksburg geboren, 20 Kilometer von Johannesburg entfernt. Beide Eltern waren Lehrer; der Vater ein Schulleiter. Die schottischstämmigen Nachbarn der Familie nannten ihn Jamie, und diese Abwandlung seines Vornamens behielt er auch als Erwachsener bei.
Nach der Schule studierte er zunächst an der Randse Afrikaanse Universiteit und erhielt sein Abschluss-Diplom von der Pretoria Normal College. Dann arbeitete er zwei Jahre in einer Goldmine, bevor er zurück in Boksburg als Mathematiklehrer tätig wurde. Dort lernte er Hettie van Rooyen kennen, ebenfalls eine Mathematiklehrerin. 1945 heirateten die beiden. Uys zog auf die nahe dem Palala River gelegene Farm seines Schwiegervaters und half ihm bei dessen Handelsaktivitäten. Zeitweilig war er auch Laienrichter an einem Friedensgericht.
Seine ersten, autodidaktischen Schritte Richtung Filmbranche unternahm Jamie Uys 1949. Sein Bruder Jok, ein Schulfotograf, konnte für zwei Wochen eine Filmkamera ausleihen, also planten die beiden in der Urlaubszeit einen Spielfilm in Afrikaans zu drehen. Es gab kein Drehbuch, nur ein schnell entworfenes Szenario von Jamie, in welchem sich ein unbeholfener Farmer in die neue Dorflehrerin verliebt, und seine tölpelhaften Umgangsformen zu einiger Situationskomik führen. Jamie und seine Frau Hettie spielten selbst die Hauptrollen; auch sonst gab es in dem aus Freunden und Nachbarn zusammengestellten Team niemanden mit Filmerfahrung. So wurden aus zwei Wochen schließlich zwei Jahre, bis nach vielen Komplikationen, Nachdrehs und Nachsynchronisationen, der Film mit dem Titel Daar Doer in die Bosveld (wortwörtlich: „Dort drüben im Buschfeld“) fertig gestellt war. Es war der erste südafrikanische Farbfilm, und er hatte das Ehepaar Uys an den Rand des finanziellen Ruins gebracht.
Jamie Uys hatte einen starke Verbindung zur Kalahari, in der mehrere seiner Filme gedreht wurden. In seiner Filmografie kommen auch ernste Dramen vor, aber Uys wurde vor allem durch seine Komödien bekannt. Die Götter müssen verrückt sein war ein internationaler Hit und wurde ununterbrochen drei Jahre lang in den USA gezeigt.

## Filmografie (Auswahl)
Wo nicht anders ausgewiesen, handelt es sich um einen Spielfilm, und einen Film in englischer Sprache.
Kürzel: D=Drehbuch, R=Regie, P=Produktion, F=Filmschnitt, K=Kamera, S=Schauspiel
- 1951: Daar Doer in die Bosveld (engl. Titel: Far Away in the Bushveld), Afrikaans – D, R, P, F, K, S
- 1953: 50-50 (Vyftig-vyftig), Afrikaans & Englisch – D, R, F, S
- 1954: Daar Doer in die Stad, Afrikaans & Englisch – D, R, P, S
- 1955: Geld Soos Bossies, Afrikaans – D, R, P, F, S
- 1958: Die Bosvelder, Afrikaans – D, R, P, S
- 1961: Platznehmen zum Sterben (The Hellions), Regie: Ken Annakin – S
- 1964: Ein Fall für Tom Davis (Dingaka) – D, R, P
- 1965: Alle Wege führen nach Paris (All the Way to Paris, Alternativtitel USA: After You, Comrade) – D, R, P, S
- 1967: The Professor and the Beauty Queen – D, R, P, S
- 1969: Den Tod vor Augen (Titel in Afrikaans: Dirkie; engl. Titel: Lost In The Desert) – D, R, P, S; in allen Funktionen mit dem Pseudonym Jamie Hayes[3]
- 1974: Die lustige Welt der Tiere (Animals Are Beautiful People), Dokumentar- und Tierfilm – D, R, P, F, K
- 1976: Vorsicht, Leute – Kamera! (Funny People) – D, R, P, F, K
- 1980: Die Götter müssen verrückt sein (The Gods Must Be Crazy) – D, R, P, F, K
- 1983: Funny People II – D, R, P
- 1989: Die Götter müssen verrückt sein II (The Gods Must Be Crazy II) – D, R